# 世田谷区立千歳小学校
世田谷区立千歳小学校（せたがやくりつ ちとせしょうがっこう）は、東京都世田谷区成城9丁目にある公立小学校。

## 沿革
- 1967年（昭和42年）4月 - 開校[1]。
- 2005年（平成17年）度 - 耐震診断実施[2]。
- 2008年（平成20年）度 - 校舎耐震補強工事実施[2]。
- 2012年（平成24年）度 - 体育館耐震補強工事竣工[2]。

## 教育方針
1. 体をきたえる子ども
2. よく考える子ども
3. 思いやりのある子ども

## 通学区域
出典
- 上祖師谷3丁目（1番、5～13番、15番、16番、19～23番）
- 上祖師谷4丁目（全域）
- 上祖師谷5丁目（全域）
- 成城7丁目（全域）
- 成城8丁目（全域）
- 成城9丁目（全域）
- 祖師谷5丁目（6～15番、39～48番）

## 進学先中学校
出典
- 世田谷区立上祖師谷中学校（上祖師谷4丁目・上祖師谷5丁目から通う児童の主な進学先）
- 世田谷区立千歳中学校（上祖師谷3丁目・成城・祖師谷から通う児童の主な進学先）

## 交通
- 小田急電鉄小田原線成城学園前駅から、
  - 徒歩約1.6km・約24分。
  - 下述小田急バスに乗車し、「祖師谷国際交流会館前」バス停下車後、徒歩。
- 小田急バス「成02」・「成06」・「歳20」・「歳21」・「成城学園前駅前〜狛江営業所（入出庫系統）」の各系統で、「祖師谷国際交流会館前」バス停下車後、
  - 上祖師谷四丁目・千歳烏山駅（北口・南口）・千歳船橋駅・狛江営業所方面行から、徒歩約320m・約5分。
  - 成城学園前駅行のりばから、徒歩約280m・約4分。

## 周辺
- 東京都立総合工科高等学校
- 上智大学祖師谷国際交流会館
- 世田谷区上祖師谷地区会館
- 公益財団法人東京都公園協会祖師谷公園
- 成城通りパークウエストなどのマンション・アパートなども点在。

## 著名卒業生
- 会津雄生 - サッカー選手
- 髙岸憲伸 - サッカー選手
- 吉川遼 - ラグビー選手